# Somaliaplatte

Verlauf des Großen Afrikanischen Grabenbruchs

Die Somaliaplatte ist eine vor ihrer Entstehung befindliche tektonische Platte, die aufgrund des Großen Afrikanischen Grabenbruchs in den nächsten 100.000 bis 200.000 Jahren voraussichtlich entstehen wird. Sie umfasst das Horn von Afrika und umliegende Gewässer (Golf von Aden, Indischer Ozean, s. Karte).
Angenommen wird eine Drift nach Südosten, in Bezug auf als stationär angenommene Hotspots mit einer Geschwindigkeit von etwa 45 mm/Jahr. In einigen Millionen Jahren wird so das östliche Afrika vom Rest des Kontinents abgespalten sein und eine neue eigene Landmasse bilden.